# Стерн, Генри Аарон

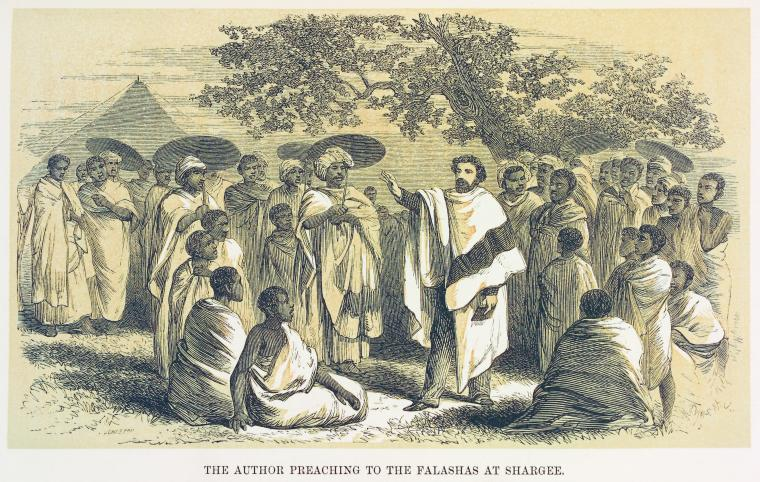
Стерн проповедует христианство эфиопским евреям.

Генри Аарон Стерн (англ. Henry Aaron Stern), 17 ноября 1820, Унтеррайхенбах, Германия — 13 мая 1885, Хакни, Великобритания — англиканский миссионер, известный по своей деятельности в Абиссинии.
Родился в Гессен-Касселе в еврейской семье, затем переехал с родителями во Франкфурт-на-Майне. После окончания учебы отправился в Лондон, чтобы устроиться там на работу и принял христианство.
Миссионерская деятельность Генри Аарона Стерна началась в 1844 году, когда он был послан Лондонским Обществом распространения христианства среди евреев (англ. Church's Ministry Among Jewish People) в Иерусалим. 14 июля 1844 года Стерн был рукоположен в сан дьякона часовни св. Иакова первым англиканским епископом Иерусалима Майклом Соломоном Александром (англ. Michael Solomon Alexander). После Иерусалима Стерн отправился в Багдад. Во время короткого визита в Англию 23 декабря 1849 года он был посвящён в священники Лондонским епископом в Королевской капелле в Уайтхолле. В июне 1850 года Стерн вернулся в Багдад, где провёл три года, после чего был переведён в Истанбул.

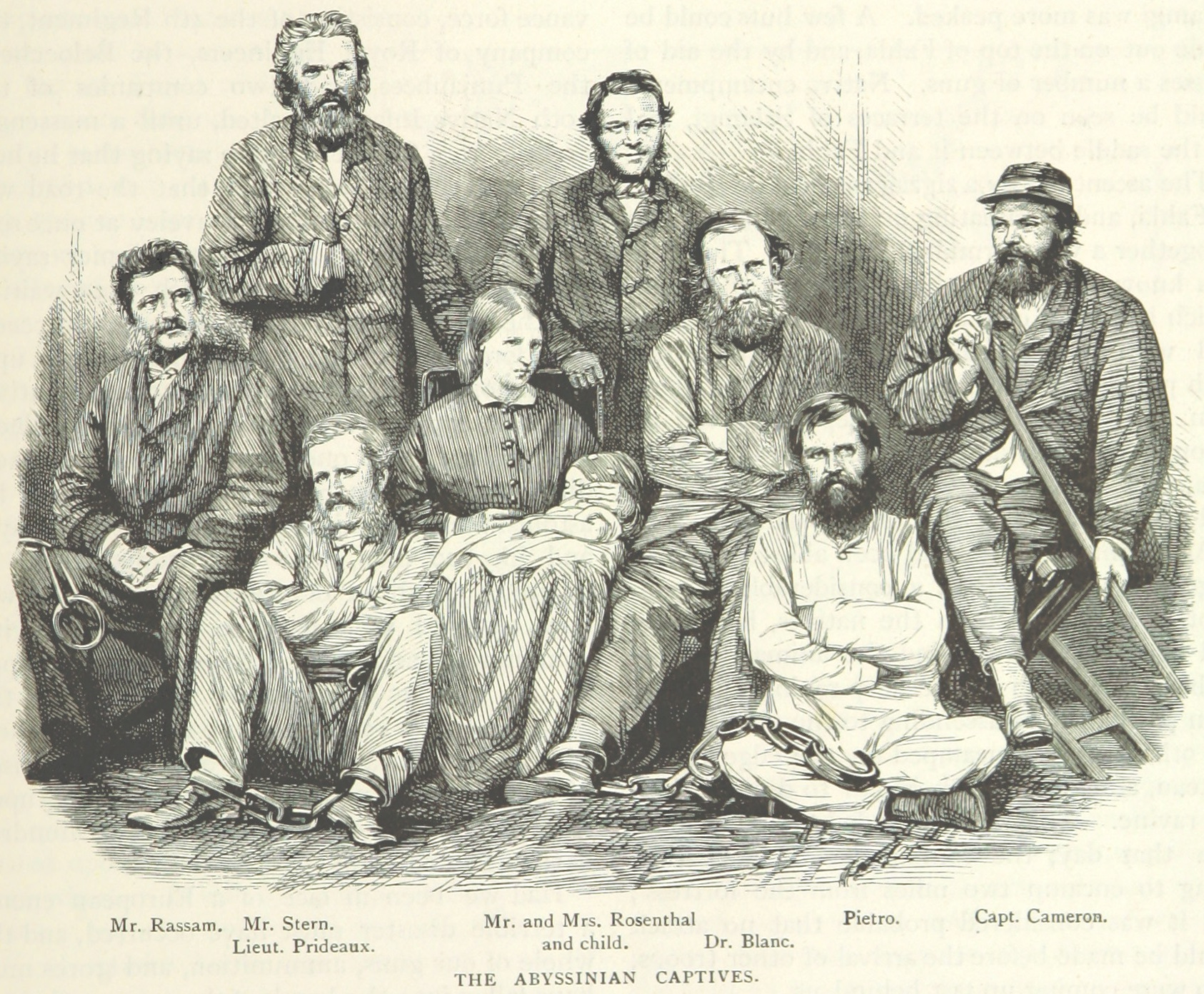
Пленники Теодроса II, Стерн стоит крайний слева.

Лондонское Общество Распространения Христианства Среди Евреев направило Стерна в Эфиопию. Стерн прибыл в Эфиопию 10 Марта 1860 года. Император Эфиопии Теодрос II вначале приветствовал миссионера, и Стерн развернул проповедническую деятельность, но постепенно отношение императора к англичанам в стране изменилось. Стерну было приказано явиться к императору. В октябре 1863 года Стерн вместе со своим ассистентом Розенталем был схвачен, избит и посажен в тюрьму. Вскоре в ту же тюрьму были посажены и другие европейцы во главе с английским консулом. Положение Стерна в тюрьме было особенно тяжёлым, так как императору стало известно о книге, которую Стерн опубликовал в 1862 году (англ. Wanderings among the Falashas in Abyssinia: together with a description of the Country and its various Inhabitants 1862), в которой он, в частности, рассказал, что мать императора была простой крестьянкой (сборщицей Хагении). Кризис с европейскими заключёнными в Эфиопии привёл к Англо-эфиопской войне 1868 года.
Вернувшись в Англию, Стерн основал в 1882 году Еврейско-Христианский Союз Англии (англ. Hebrew Christian Alliance of Great Britain).